# Philippine de Rothschild-Sereys
Philippine Pascale Mathilde Camille de Rothschild-Sereys (* 22. November 1933 in Paris; † 23. August 2014 ebenda) war eine französische Unternehmerin, Eigentümerin des Weingutes Château Mouton-Rothschild und Anteilseignerin der Baron Philippe de Rothschild S.A. sowie Grande Dame des Weinbaus.

## Leben
Philippine wurde 1933 in Paris als einzige Tochter des bekannten französischen Weinpatrons Baron Philippe de Rothschild (1902–1988) und seiner ersten Ehefrau Elisabeth Pelletier de Chambure (1902–1945), geboren. Philippine und ihre Mutter wurden im März 1945 von der Gestapo verhaftet; die Mutter starb im Konzentrationslager Ravensbrück.
1958 schloss sie das Studium an der Conservatoire National d'Art Dramatique, wo sie erst nach der dritten Aufnahmeprüfung angenommen worden war, mit zwei Auszeichnungen ab. Unter ihren Künstlernamen Philippine Pascal bzw. Philippine Pascale spielte sie klassisches wie auch modernes Theater im La Comédie Française, unter anderem mit Catherine Deneuve, und wurde in Kino- wie Fernsehrollen bekannt. Von 1973 bis 1980 spielte sie eine der führenden Rollen in einer Bühneninszenierung von Harold and Maude mit Madeleine Renaud (1900–1994) – mit gewaltigem Erfolg. 1961 heiratete Philippine den französischen Theaterdirektor und Schauspieler Jacques Sereys (1928–2022). Aus der Ehe, die in den 80er Jahren geschieden wurde, gingen drei Kinder hervor: Camille (* 1961), Philippe (* 1963) und Julien (* 1971).

### Wein-Unternehmerin und Botschafterin

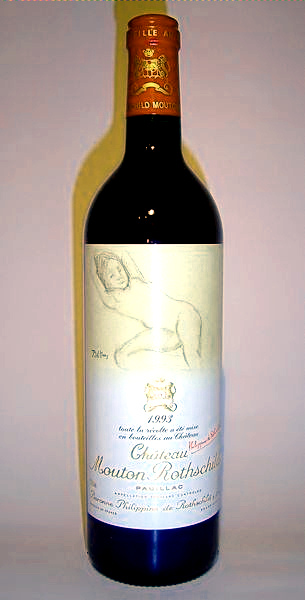
1993 Château Mouton-Rothschild, Premier Grand Cru Classé

In den späten 1970er Jahren trat Philippine ins Weinunternehmen ihres Vaters, Baron Philippe de Rothschild, ein. Zusammen mit ihrer Stiefmutter, der Amerikanerin Pauline Fairfax-Potter (1908–1976), arbeitete sie am Bekanntheitsgrad des Weinunternehmens. Während einer Rundreise im Jahr 1981 durch die Vereinigten Staaten, anlässlich von Degustationen, Presse-Konferenzen, Radio- und Fernseh-Reportagen in den Städten Los Angeles, New York und Miami, bereitete man Philippine einen beachtlichen Empfang. Im September des gleichen Jahres bestätigte Madame de Rothschild ihre Rolle als „Botschafterin des Mouton Rothschild“ mit der Eröffnung der ersten Ausstellung der Kunstwerke, welche seit dem Jahre 1945 die Etiketten des Château Mouton Rothschild zieren.
Als ihr Vater 1988 starb, wurde sie Vorsitzende und Mehrheitsbesitzerin der Baron Philippe de Rothschild S.A., sowie Erbin der Weingüter Château Mouton-Rothschild, Château d’Armailhac, Château Clerc Milon, Opus One (Kalifornien) und Viña Almaviva (Chile), Domaine de Lambert, Baron Arques sowie der Firmen- und Markennamen Baron Philippe de Rothschild und Mouton-Cadet. Ihr Vermögen wurde von Le Nouvel Economiste auf 190 Millionen Euro geschätzt. Anlässlich der Feierlichkeiten zum 80-jährigen Jubiläum der Rothschild-Eignerschaft auf Château Mouton richtete Philippine de Rothschild für hunderte prominente Gäste ein großes Diner mit Hochklasseweinen aus. Am Folgetag gab sie für alle Angestellten ihres Unternehmens noch einmal das gleiche Fest, mit dem gleichen Diner und den gleichen großen Weinen.
Philippine de Rothschild-Sereys wählt persönlich die Künstler aus, die die Etiketten für ihren edelsten Wein, den Château Mouton Rothschild, gestalten. Die Idee ihres Vaters dazu entstand 1924, realisiert wurde sie 1945. Georges Braque, Georg Baselitz, Francis Bacon und eigentlich alle von Rang und Namen haben sich überreden lassen, der „Academie Rothschild“ beizutreten. Seither erfreuen die originellen Kreationen Weinkenner wie leidenschaftliche Sammler. Etwa 350.000 erreicht die jährliche Druckauflage, die die erlesene Imprimerie Clos de Moulin in Belleville bei Lyon für die Baronin herstellt. Aus den Kunstetiketten entstehen auch jährlich 2.000 Lithografien, die bei Liebhabern dieser Lithografien sehr begehrt sind.
1987 gedachte sie ihres verstorbenen Vaters auf dem durch den Luzerner Künstler Hans Erni gestalteten Etikett mit folgender Widmung: A mon père, le Baron Philippe de Rothschild, rénovateur de Mouton, je dédie ce millésime de sa 65ème et dernière vendange – Mouton ne change.
Von dem Wein des Jahres 1993 gibt es zwei Etiketten-Versionen – in den USA wurde die kindliche Darstellung der Figur einer Nymphe von Balthus als „Pädophilie“ missverstanden. Auf Mouton entschied man, in die USA Wein auszuliefern mit demselben Etiketten-Layout, nur unter komplettem Verzicht auf die Nymphen-Grafik – und Philippine de Rothschild solle speziell dafür gesorgt haben, dass in die neu etikettierten USA-Flaschen deutlich schlechterer Wein gefüllt wurde, als Rache an den überspannten und genussfeindlichen Amerikanern.
Den 2004er Mouton-Rothschild ziert ein Aquarellbild, laut Beschreibung: „Pinienbäume bei Cap d’Antibes an der Cote d’Azur“. Als Künstler fungierte diesmal der kunstbeflissene britische Thronfolger Prinz Charles. Mit seiner Sonntagsmalerei wollen die beiden Häuser Rothschild und Windsor der Entente Cordiale gedenken, die sich im Jahr 2004 zum 100. Mal jährte.

## Auszeichnungen
- 2006: Chevalier de la Légion d’Honneur
- 2006: Officier des Arts et Lettres

## Filmografie (Auswahl)
- 1968: La Chamade – Herzklopfen (La chamade)